# Puits-et-Nuisement
Puits-et-Nuisement és un municipi francès situat al departament de l'Aube i a la regió del Gran Est. L'any 2007 tenia 200 habitants.

## Demografia

### Població
El 2007 la població de fet de Puits-et-Nuisement era de 200 persones. Hi havia 82 famílies de les quals 12 eren unipersonals (8 homes vivint sols i 4 dones vivint soles), 39 parelles sense fills i 31 parelles amb fills.
La població ha evolucionat segons el següent gràfic:
Habitants censats

### Habitatges
El 2007 hi havia 96 habitatges, 81 eren l'habitatge principal de la família, 11 eren segones residències i 4 estaven desocupats. Tots els 96 habitatges eren cases. Dels 81 habitatges principals, 72 estaven ocupats pels seus propietaris, 7 estaven llogats i ocupats pels llogaters i 2 estaven cedits a títol gratuït; 3 tenien dues cambres, 9 en tenien tres, 23 en tenien quatre i 46 en tenien cinc o més. 63 habitatges disposaven pel capbaix d'una plaça de pàrquing. A 32 habitatges hi havia un automòbil i a 37 n'hi havia dos o més.

### Piràmide de població
La piràmide de població per edats i sexe el 2009 era:
| Homes | Edats   | Dones |
| ----- | ------- | ----- |
| 0     | 95 o +  | 0     |
| 0     | 90 a 94 | 0     |
| 8     | 85 a 89 | 0     |
| 0     | 80 a 84 | 4     |
| 8     | 75 a 79 | 12    |
| 4     | 70 a 74 | 0     |
| 0     | 65 a 69 | 0     |
| 4     | 60 a 64 | 4     |
| 0     | 55 a 59 | 8     |
| 0     | 50 a 54 | 4     |
| 16    | 45 a 49 | 4     |
| 8     | 40 a 44 | 8     |
| 12    | 35 a 39 | 4     |
| 0     | 30 a 34 | 4     |
| 4     | 25 a 29 | 8     |
| 0     | 20 a 24 | 0     |
| 8     | 15 a 19 | 12    |
| 12    | 10 a 14 | 4     |
| 4     | 5 a 9   | 8     |
| 12    | 0 a 4   | 12    |

## Economia
El 2007 la població en edat de treballar era de 129 persones, 99 eren actives i 30 eren inactives. De les 99 persones actives 91 estaven ocupades (51 homes i 40 dones) i 8 estaven aturades (3 homes i 5 dones). De les 30 persones inactives 13 estaven jubilades, 8 estaven estudiant i 9 estaven classificades com a «altres inactius».

### Ingressos
El 2009 a Puits-et-Nuisement hi havia 81 unitats fiscals que integraven 212 persones, la mediana anual d'ingressos fiscals per persona era de 18.422 €.

### Activitats econòmiques
Dels 3 establiments que hi havia el 2007, 1 era d'una empresa de construcció, 1 d'una empresa de comerç i reparació d'automòbils i 1 d'una empresa immobiliària.
L'únic servei als particulars que hi havia el 2009 era un guixaire pintor.
L'any 2000 a Puits-et-Nuisement hi havia 14 explotacions agrícoles que ocupaven un total de 1.134 hectàrees.

## Poblacions més properes
El següent diagrama mostra les poblacions més properes.